# Biodiverzitás

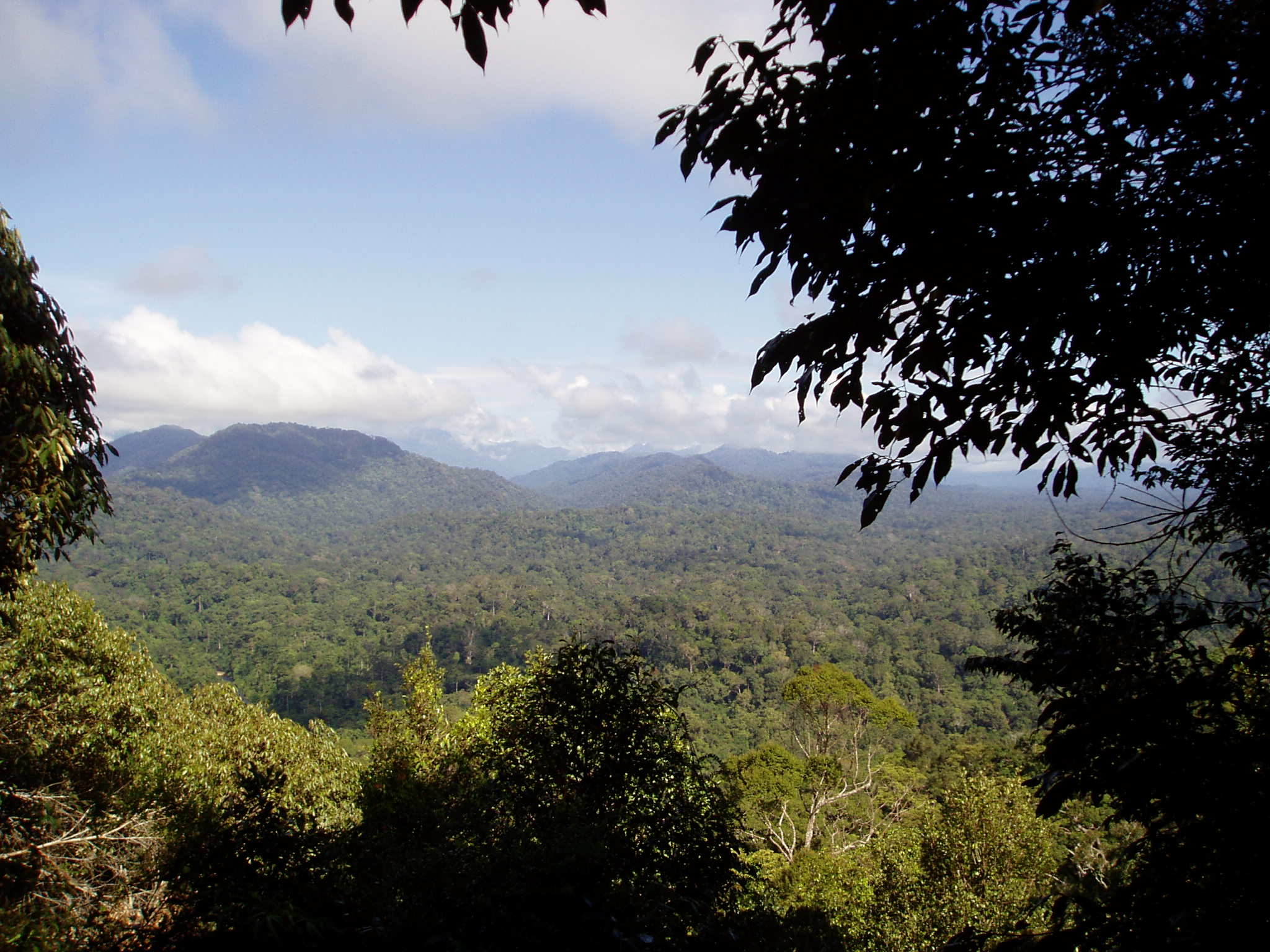
Az esőerdők élővilága rendkívül változatos

A biodiverzitás, magyarul biológiai sokféleség az élőlények és együtteseik minden öröklött változatossága nemcsak az egyed feletti, de az egyed alatti szinteken is; az élő természet létezésének eredendő formája.
A fogalmat Walter G. Rosen, az Amerikai Tudományos Akadémia tagja alkotta meg 1985-ben, amikor fórumot szervezett biológiai sokféleségről (az eseményt 1986 szeptemberében rendezték meg Washingtonban).
Az egyes fajok genetikai variációkészlete a genetikai sokféleség. Nemcsak az egyedek különböznek egymástól, de ezek populációi is — a populációk és a faj alatti taxonok határvonala elmosódott.
A sokféleség következő szintje ökoszisztémáké, amelyek közül a legjobban leírtak a különféle állat- és növénytársulások, valamint az ezeket egyesítő biomok. A társulások együttesei az ún. társuláskomplexumok — mindezeket az ökológia tanulmányozza. Az egyes társulások keletkezése, átalakulása, pusztulása (egyes taxonok eltűnése, mások felemelkedése) a bioszféra létezésének, fejlődésének alapvető jellemzője; ez a jelenség a biodiverzitás dinamikája.
Az egyes fajok közepes élettartamát, ún. fajöltőjét 1–10 millió év közé becslik; ennek megfelelően a Földről valaha leírt fajok > 95 %-a mára kihalt. Az új fajok keletkezése a speciáció, amelynek három fontos mozzanatát különböztetik meg:
- valamilyen létező fajból indul;
- genetikai változások (mutációk) eredménye és
- erősen befolyásolják az ökológiai tényezők.

A fajok (és egyéb taxonok) keletkezésének és kipusztulásának üteme egyaránt rendkívül változatos; gyors környezeti hatásokra felgyorsul, a földtörténet nyugodtabb időszakaiban lassabb.

## Jellemzése
Leírására következő jellemzők használatosak:
- a taxonok és közösségeik száma;
- az egyenletességgel, azaz a taxonok előfordulási aránya;
- a taxonok közötti különbségek mértéke;
- a térbeli mintázatok (például különböző fajok egyedeinek keveredése);
- az időbeli mintázatok (például a diverzitás évszakos változása).

A biodiverzitást a sokféleség meghatározható paraméterei alapján esetenként számszerűsítve is kifejezik. Általános tapasztalat, hogy minél kisebb egy ökológiai rendszerben a biodiverzitás, annál sérülékenyebb a rendszer; annál rugalmatlanabbul reagál a változásokra. Több kontinensre kiterjedő vizsgálatok igazolják, hogy különösen sérülékenyek a monokultúrás ültetvények — ráadásul ezek több káros anyagot bocsátanak ki. Ezért sokan a biodiverzitás védelmét tekintik a környezetvédelem legfontosabb céljának.

### Globális adatok
A Földön eddig kb. 1,7 millió állat-, növény- és gombafajt azonosítottak. A taxonómusok egyöntetű véleménye szerint ez a teljes mennyiségnek csak kis töredéke, bár a még azonosítatlan fajok zöme parány és legtöbbjük kevéssé befolyásolja a globális anyagforgalmat. A fajok teljes számát 8-10 millió közé becslik — ezek közül 2,2 millió lehet tengeri.
Az ismert fajok legalább 95 százaléka gerinctelen. Földünkön legalább egymillió rovarfaj ismert; egyes kutatások szerint mintegy 5,5 millió létezhet. Egyedül a holyvafélék (Staphylinidae) családjába kb. 63 000 fajt sorolnak, ez csaknem annyi, mint a gerincesek fajainak száma.
A biomassza és vele a biodiverzitás az Egyenlítőhöz közeli trópusi esőerdőkben a legnagyobb (ezekben él az összes ismert faj kétharmada), és a besugárzással a sarkok felé csökken.

### Szélsőséges példái
Egységnyi területen a legtöbb fafajt a malajziai Lambir Hills Nemzeti Parkban dokumentálták — ebben van egy olyan, fél négyzetkilométeres folt, amelyről 1175 fafajt írtak le.
Az egy fán élő rovarfajok száma a Délkelet-Ázsiában növő dipterokarpusz-féléken a legnagyobb: több mint ezer.

## Védelme
Filozófiai nézőpontból a biodiverzitás az az évmilliók alatt evolúciósan megszerzett tudás, amely lehetővé teszi a környezeti viszonyok rendkívüli változásait. Éppen ezért a szakemberek arra figyelmeztetnek, hogy csökkentésével az emberiség „az élet könyvtárát égeti el”.
A Biológiai Sokféleség Egyezményt (az ún. riói egyezményt) 1992. június 13-án írták alá Rio de Janeiróban az ENSZ Környezet és Fejlődés Konferenciáján.
Magyarországon először 2006. május 22-én rendezték meg a biodiverzitás napját — ezt az időpontot az ENSZ közgyűlése 2000. december 20-án publikálta.
A biológiai sokféleséget számos tényező veszélyezteti. Ezek között vannak természetes okok, mint például a rendszeresen visszatérő jégkorszakok, vagy a nagyobb meteoritok. A mesterséges, emberi tevékenység által kiváltott okok között említendő meg az élőhelyek elpusztítása — amely lehet erdőirtás, beépítés, mezőgazdasági termelésbe vonás — és lehet ipari–kereskedelmi tevékenység. Az elmúlt 115 évben mintegy 400 gerinces faj halt ki. Évente 50 ismert állatfaj kerül közelebb a kihaláshoz — ezek negyede emlős, 41 százalékuk kétéltű.
A kutatók szerint azonnali és intenzív természetvédő programokra van szükség az élővilág sokszínűségének megőrzéséhez.

## Magyarország biodiverzitása
A Pannon biogeográfiai régió Európa 11 biogeográfiai régiója közül a gazdagabb biodiverzitásúak közé tartozik. Ez elsősorban Kárpát-medencét környező hegyvidékeknek köszönhető. A régió több mint háromnegyede Magyarországhoz tartozik, ezért a sokféleség és kiváltképp az endemikus fajok védelme fontos feladatunk.
A régióban kb. 70 bennszülött növényfaj él. Ismertebbek:
- magyar zergevirág (Doronicum hungaricum),
- budai imola (Centaurea sadleriana),
- homoki kikerics (Colchicum arenarium),
- pilisi len (Linum dolomiticum).

Bennszülött állatfajaink közül ismertebbek:
- pannon gyík (Ablepharus kitaibelii),
- rákosi vipera (Vipera ursinii rakosiensis),
- dobozi pikkelyescsiga (Hygromia kovacsi),
- magyar bucó (Zingel zingel).